# Brouwer-féle fixponttétel
Brouwer fixponttétele egy topologikus fixponttétel, amit Hadamard és Brouwer láttak be 1910-ben, miszerint egy euklideszi zárt golyó minden önmagába menő folytonos leképezésének van fixpontja.

## Speciális esetek

### Az egyenesen
Ha f olyan folytonos függvény, ami az {\displaystyle [a,b]} intervallumot képezi önmagába, akkor van olyan x eleme az intervallumnak, amire x=f(x)
Feltehető, hogy a és b nem fixpontja f-nek, azaz a < f(a), és b > f(b). Legyen
{\displaystyle g(x)=f(x)-x.}
A feltevés szerint g folytonos, a-ban pozitív, b-ben negatív, így a Bolzano-lemma miatt valahol az intervallumon zérus, azaz van olyan x eleme az intervallumnak, amire x=f(x). Szemléletesen úgy is kifejezhetjük a tételünket, hogy folytonos vonallal nem köthetjük össze a négyzet bal oldalát a jobbal anélkül, hogy metszenénk az átlóját.

### A síkon
Egy körlemezt önmagába képező folytonos leképezésnek van fixpontja.

Az F retrakció

A kétdimenziós eset már kevésbé nyilvánvaló,. Legyen D körlemez és tegyük fel, f fixpont nélkül képezi D-t önmagába. Ekkor a körlemez minden x pontja a képével együtt meghatároz egy félegyenest—most tekintsük f(x)-ből induló x-en átmenőt --, és minden ilyen félegyenes egyetlen pontban metszi D peremét, legyen ez a pont F(x). F folytonos, és úgy csináltuk, hogy a peremen az identitás, tehát F retrakció. Legyen i a perem beágyazása D-be, ekkor F(i(x))=x, így a fundamentális csoportok közti indukált leképezések kompozíciója is az identitás, speciálisan {\displaystyle i_{*}} injektív csoporthomomorfizmus a végtelen ciklikus csoportból az egyelemű csoportba. Így ellentmondásra jutottunk, tehát nincs olyan folytonos önmagába képző leképezése a körlemeznek, aminek nincs fixpontja.